# Edward L. Ferman
Edward Lewis Ferman (* 6. März 1937 in New York City) ist ein US-amerikanischer Verleger und Herausgeber von Science-Fiction und Fantasy, bekannt vor allem als langjähriger Herausgeber des Magazine of Fantasy and Science Fiction (abgekürzt F&SF).

## Leben
Ferman ist der Sohn des Verlegers Joseph W. Ferman und von Ruth, geborene Eisen. Er besuchte das Middlebury College in Middlebury, Vermont, wo er 1958 mit dem Bachelor abschloss. Sein Vater hatte F&SF 1954 seinem Partner Lawrence E. Spivak abgekauft und im November 1958 begann Ferman hier als Redaktionsassistent unter dem damaligen Herausgeber Robert P. Mills zu arbeiten, verließ aber schon im Januar 1959 F&SF, um anderweitig weitere Erfahrungen zu sammeln.
1962 kehrte Ferman als Redaktionsleiter zu F&SF zurück. Zu dieser Zeit war Avram Davidson Herausgeber, der sich aber nur selten in New York aufhielt, sondern an wechselnden Orten vorwiegend in Mexiko lebte und zeitweise schlecht erreichbar war, was sich auf die Dauer als unpraktisch erwies, weshalb im Dezember 1964 Joseph W. Ferman nominell Herausgeber wurde, praktisch jedoch diese Aufgabe weitgehend seinem Sohn überließ, der ab Januar 1966 dann auch formal als Herausgeber erschien. Nach dem Rückzug seines Vaters 1970 wurde er auch Verleger und verlegte F&SF in seinen Wohnort nach Cornwall, Connecticut. 1964 hatte er Audrey Bonchak geheiratet, die nun als Geschäftsführerin zusammen mit ihm und Andrew I. Porter als Mitherausgeber und Lektor (bis 1974) die Kernredaktion bildete.
Ferman blieb Herausgeber von F&SF bis 1991, als Kristine Kathryn Rusch seine Nachfolgerin als Herausgeber wurde.
2000 verkaufte Ferman F&SF dann an Gordon Van Gelder.
Während in den Jahren von Fermans Herausgeberschaft die meisten SF-Magazine mit stark sinkenden Auflagen zu kämpfen hatten und viele eingestellt wurden, konnte Ferman die Auflage weitgehend halten. Hinzu kamen Anerkennung und Preise. So gewann F&SF von 1969 bis 1972 vier Jahre in Folge den Hugo Award als bestes Magazin und nach Abschaffung dieser Kategorie erhielt Ferman 1981 bis 1983 drei Jahre in Folge den Hugo als bester Herausgeber.
In den Jahren 1969 und 1970 war Ferman auch Herausgeber des Venture Science Fiction Magazine. Schon in den Jahren 1957/1958 war von seinem Vater ein erster Versuch mit diesem Titel gemacht worden, musste aber nach 10 Ausgaben eingestellt werden. Auch der zweite Versuch blieb erfolglos. Außerdem brachten die Fermans auch das Populärkultur-Magazin P.S. und das New-Age-Magazin Inner Space heraus, beide Projekte waren jedoch nur kurzlebig.

## Auszeichnungen
- 1979: World Fantasy Award in der Kategorie Special - Pro
- 1981: Worldcon Special Convention Award
- 1981: Locus Award für The Magazine of Fantasy & Science Fiction: A 30 Year Retrospective als beste Anthologie
- 1981, 1982, 1983: Hugo Award als bester Herausgeber
- 1981, 1982: World Fantasy Award für The Magazine of Fantasy & Science Fiction als beste Anthologie
- 1982, 1983, 1984, 1985: Science Fiction Chronicle Readers Poll als bester Herausgeber eines Magazins
- 1984: Milford Award
- 1989, 1991: Science Fiction Chronicle Readers Poll als bester Herausgeber eines Magazins
- 1998: World Fantasy Award für sein Lebenswerk
- 2009: Science Fiction Hall of Fame

## Herausgegebene Anthologien
- The Best from Fantasy and Science Fiction, Folge 15 bis 24 (1966–1982)
- Once and Future Tales from the Magazine of Fantasy and Science Fiction (1968)
- Twenty Years of the Magazine of Fantasy and Science Fiction (1970, mit Robert P. Mills)
- The Best from Fantasy and Science Fiction: A Special 25th Anniversary Anthology (1974)
- Final Stage (1974, mit Barry N. Malzberg)
  - Deutsch: Brennpunkt Zukunft 1 (1982) und Brennpunkt Zukunft 3 (1984)
- Arena: Sports SF (1976, mit Barry N. Malzberg)
- Graven Images (1977, mit Barry N. Malzberg)
- The Magazine of Fantasy & Science Fiction: A 30 Year Retrospective (1980)
  - Deutsch: 30 Jahre Magazine of Fantasy and Science Fiction (1981)
- The Magazine of Fantasy and Science Fiction, April 1965 (1981, mit Martin H. Greenberg)
- The Best Fantasy Stories from the Magazine of Fantasy & Science Fiction (1985, auch als Great Tales of Fantasy and Science Fiction, 1991)
- The Best Horror Stories from the Magazine of Fantasy and Science Fiction (1988, mit Anne Devereaux Jordan)
  - Deutsch: Die besten Horror-Stories (1989)
- The Best from Fantasy & Science Fiction: A 40th Anniversary Anthology (1989)
- The Best From Fantasy & Science Fiction: A 45th Anniversary Anthology (1994, mit Kristine Kathryn Rusch)
- Oi, Robot: competitions and cartoons from The Magazine of Fantasy & Science Fiction (1995)
- The Best from Fantasy & Science Fiction: The Fiftieth Anniversary Anthology (1999, mit Gordon Van Gelder)